# عبد الهادي العجمي
عبد الهادي ناصر فنيس شداد العجمي (1974-) أستاذ أكاديمي وسياسي كويتي، ونائب في مجلس الأمة الكويتي.

## السيرة الذاتية
وُلد عبد الهادي العجمي بالكويت عام 1974، وحصل على درجة الدكتوارة في التاريخ الإسلامي ويعمل أستاذًا للتاريخ والحضارة في كلية الآداب بجامعة الكويت، وشارك لأول مرة في انتخابات مجلس الأمة الكويتي 2022 في الدائرة الخامسة، وحصل على المركز الثاني عشر برصيد 4,236 صوت وخسر بالانتخابات، كما شارك في انتخابات مجلس الأمة الكويتي 2023 في الدائرة الخامسة، وحصل على المركز السابع برصيد 6,341 صوت وفاز بالانتخابات.